# 固体燃料ロケット

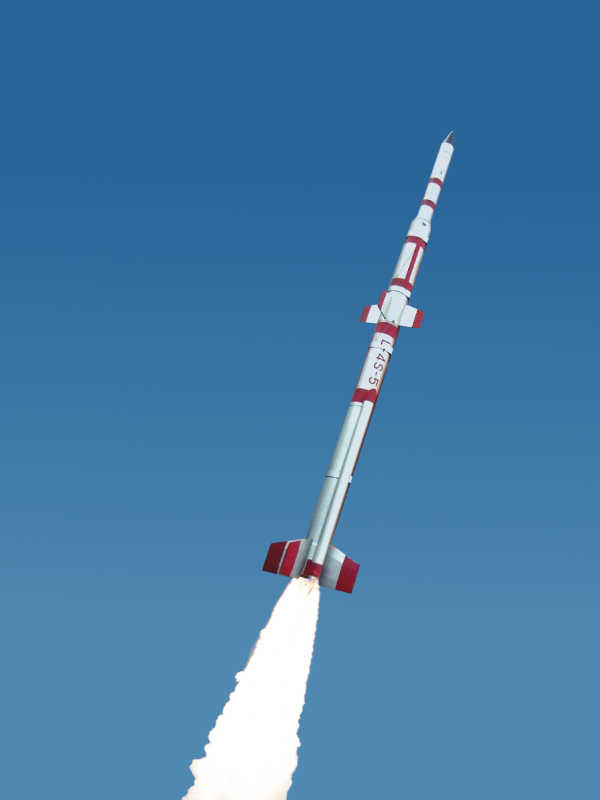
日本初の人工衛星を打ち上げた全段固体式のラムダ4Sロケット

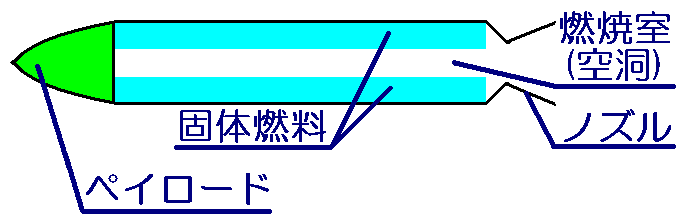
固体燃料ロケットの模式図

固体燃料ロケット（こたいねんりょうロケット）は、固体の燃料と酸化剤を混錬してロケット本体（モーターケース）に充填した固体燃料を使用するロケットである。単に固体ロケットとも呼ばれる。単純なものは主に、モーターケース、ノズル、推進薬、点火装置（イグナイター）で構成される。
液体燃料ロケットとは異なり、使用時にはポンプなどの機械部品で燃料を燃焼室に移送することなくロケット内部の燃料へそのまま点火する。
構造的にはロケット花火を例にすると想像するのに丁度いい。ケースが外側の紙ケース、ノズルが紙ケース下部、推進薬が火薬、点火装置が導火線である。実際ロケット花火も固体燃料ロケットの一種である。

## 歴史
誘導方法を持たないものも含めれば、歴史は古く、10世紀ごろに中国で作られた火槍や火箭（「かせん」と読む。「箭」は「矢」の意味）がある。これは黒色火薬を燃料とした無誘導弾であり、現代のロケット花火のようなものである。また火薬の調合技術も未発達であり、信頼性は高いとは言えなかった。ただ当時は武器が自らの力で飛翔するということ自体が画期的であり、見たことのない人に対しては、その異様な姿は心理戦に有利であった。モンゴル軍と戦う際も用いられたようである。また、元寇の際も他の火薬兵器と共にモンゴル軍により使用された。火箭についての情報は書物にも残されている。
なお現代の中国語では「火箭」と言うとロケットのことである。
その後、龍勢として15世紀以降、各地に伝わり、現在でもロケット祭りとして世界各地で伝承される。18世紀には第二次マイソール戦争などで使用され、19世紀には1804年にウィリアム・コングリーヴが設計開発を行ったコングリーヴ・ロケットやヘールのロケットが開発され、実戦で使用された。
第二次世界大戦時にはRATO(ロケット補助推進離陸)のために各国で開発され、日本でも航空母艦上からの天山や流星の短距離発艦を目的として開発されたが、実戦では使用されなかった。
その後シングルベース火薬やダブルベース火薬ができると、ロケット弾や、日本海軍の特攻兵器である桜花などの推進薬にも使われた。しかし本格的に大気圏外を飛翔するロケットの推進薬として使用されるようになったのは第二次世界大戦後のことである。
その頃は、ソビエト連邦のR-7、アメリカ合衆国のレッドストーンに見られるように、ロケット（弾道ミサイル）といえば、おおむね液体燃料ロケットが主流であったが、重量対出力比に優れる反面、長期保存や即応性に問題があり、前もって打ち上げ計画を立てる人工衛星打ち上げ用ロケットなどはともかく、万が一に備える必要のある弾道ミサイルとしての使用には欠点があり、その解消の為、開発が進み、弾道ミサイルやロケットなどに使用する為の大型化へとつながっていった。また、小型の対空ミサイルや対地ミサイルは、即応性や、部品点数により小型化が困難な液体燃料ロケットでは困難であったため、固体燃料が使われており、この状況は現在でも変わらない。
日本では早くから糸川英夫が率いる東京大学生産技術研究所を源流とする宇宙科学研究所が先駆的な役割を果たしペンシルロケットやカッパロケット、ラムダロケット、ミューロケット等を開発し、1970年に全段固体ロケットであるL-4Sロケットによって日本初の人工衛星おおすみを打ち上げ、1985年にはM-3SIIロケットによる世界で初めてとなる全段固体燃料ロケットによる人工惑星さきがけを誕生させた。
1997年には世界最大の固体燃料ロケットであるM-Vロケットが開発され、2013年にはイプシロンロケットが開発された。また、熱を加えると溶けて冷ますと固まる、それを何度でも繰り返すことのできる固体燃料である低融点固体燃料（LTP：Low melting temperature Thermoplastic Propellant）の小型ロケットの飛翔実験を、2018年、2019年、2024年に成功させている。

## 特徴
モーターケースが燃焼室を兼ねていて部品数が少ないため、構造が簡単で安価に製造できる利点があるほか、小型のものでは全質量に対する構造質量を低減、すなわち構造効率を向上させることができる。また液体や気体の推進剤と異なり、固体である推進薬は常温では蒸発せず拡散しないため毒性に留意する必要がない。燃料は化学的に比較的安定した性質の物質からなり、製造後の点検がほとんど必要ないまま長期間保管でき、即応性に優れる。
その一方で、燃焼の制御が難しく、点火後に燃焼の中断や再点火、推力の調整を行うことは原理的に非常に困難である。そのことがチャレンジャー号爆発事故やブラジルロケット爆発事故の原因だと言われている。
またモーターケースは自身が燃焼室となることから燃焼圧力と温度に耐える必要があり、エンジン部分のみが圧力と温度に耐えればよい液体燃料ロケットに比べて頑丈でなければならず、ある程度以上の大きさを越えると同規模の液体燃料ロケットに比べて構造効率が悪化する。また燃焼ガスの平均分子量が比較的大きく、液体酸素/液体水素系や液体酸素/炭化水素系の液体燃料ロケットに比べて比推力に劣るが推力の大きなロケットを比較的容易に製造できるほか、推進剤の密度が大きいのでロケット全体のサイズを小さくすることができる。
これらの性質から、即応性を重んじる軍用のミサイル、大型衛星を打ち上げるためのロケットの推力を補強するブースター、最終的に衛星を軌道に投入する小型のアポジキックモーターなどに用いられる。ちなみに、液体燃料ロケットと違いノズルや制御用装置を含め、通常「ロケットエンジン」とは呼ばず、ロケットモーターと呼ぶことのほうが多い。
全長が長くなると管内での流路抵抗が増えるので望ましくない。燃料の断面は投入軌道の特性に合わせて推力が変化するように成型される。ミサイル転用型の場合、軌道投入に効率が下がり、衛星打ち上げ専用のロケットと比較した場合、同じ推進剤の量でも投入できる衛星の重量が下がる。極低温を要する液体燃料ロケットと比較して常温での保存に適するが、打ち上げ時の温度は燃焼速度に多少影響する。

## 性能
典型的な過塩素酸アンモニウムコンポジット推進薬（APCP）を1段目に使用した場合、真空中での比推力 (Isp) は高くても285.6秒である（タイタンIVB SRMU）。これに対して二液推進系の（RD-180の場合）ケロシン/液体酸素の組み合わせでは339.3秒で、液体水素/液体酸素の組み合わせの場合は452.3秒である（SSMEのブロックII）。上段用エンジンの比推力は更に高く、APCPで（Orbus 6Eの場合）303.8秒、（RD-0124の場合）ケロシン/液体酸素の組み合わせで359秒、（RL-10B-2の場合）液体水素/液体酸素の組み合わせで465.5秒である。
推進剤の質量分率は（継ぎ目のない）1段目の固体燃料よりも上段の方が幾分高い。117,000ポンドのキャスター120の1段目の質量分率は92.23%でオービタル・サイエンシズが開発したアンタレス（国際宇宙ステーションへの補給用）ではキャスター30の重量は31,000ポンドで質量分率は91.3%で2.9%は炭素繊維製の筐体で2.4%はノズル、点火装置と推力偏向スラスタで3.4%がエンジン以外のペイロードマウント、中間段アダプタ、配線等を含む部分である。キャスター120とキャスター30はそれぞれ直径は93、92インチで、それぞれアテナICとIIC商業用ロケットに使用される。4段式のアテナIIはキャスター120を1段目と2段目の両方に使用することで、初の商業的に開発されたロケットで、1998年に月探査機「ルナ・プロスペクター」を打ち上げた。
大推力を比較的安価に生み出すことができるが、この理由により低比推力ではあるが、スペースシャトル等の1段目に使用され、高比推力だが推力の小さい液体水素エンジンは上段に使用される。さらに構造が単純で信頼性が高く、コンパクトで高い質量分率が容易に得られるので衛星を所定の軌道に投入する最終段として使用されてきた長い歴史がある。スピン安定式の固体燃料エンジンは、新しく追加された段上で回転することにより誘導装置が不要なので、衛星軌道より外へ探査機を投入する時に必要な速度（脱出速度という）を出す場合に使用される。サイオコール社の既存のシリーズの大半がチタン製の筐体のスターモーターがデルタロケットやスペースシャトルの貨物室から衛星を軌道へ投入する場合にスピン安定式の上段として幅広く使用された。スターモーターの推進薬の質量分率は94.6%と高いが付属構造物により実際の運用時の質量分率は2%かそれ以上減少する。
大型化は総じて困難であり、仮に大きさを2倍にした場合、二乗三乗の法則により、体積、重量は8倍になるが、燃焼断面の表面積は4倍にしかならないため、増加した重量に比例した推力を得るためには燃焼速度を2倍にする必要がある。そのため、大型化すればそれに応じて高速燃焼の組成の推進剤を開発する必要がある。従って、固体推進剤の燃焼速度の問題が解決されない限り、実用上、大きさには上限があるとされる。
（商業用ロケットに比べ）高性能の固体燃料推進薬は大型の戦略ミサイルに使用される。トライデントII D-5弾道ミサイルに使用されるNEPE-75推進薬の主成分であるHMX, C4H8N4(NO2)4、ニトラミンは過塩素酸アンモニウムよりもエネルギーが大幅に高い。高エネルギー軍用固体燃料推進薬は爆発の危険性があるので既にHMX推進薬を搭載した（退役した大陸間弾道ミサイル (ICBM) を基にしたミノタウロスIVやミノタウロスV等の）弾道ミサイルを流用したロケットを除き、通常は商業用のロケットには使用されない。カリフォルニア州のチャイナレイクにある海軍対空兵器研究所では新しい組成であるCL-20 (China Lake compound #20) と呼ばれるC6H6N6(NO2)6を開発した。HMXと比較してCL-20は単位重量あたりのエネルギーが14%、体積比で20%高く酸素:燃料比が高い。非常に高エネルギー密度の固体推進薬により、十分に小型化することができ既存の艦船の甲板の垂直発射装置や空輸式や車載式の発射装置に対弾道ミサイル能力の付与が可能であり、これが開発動機の一つであった。
CL-20推進薬は2004年の議会で低感度軍需品への準拠が実証されており、より安価となれば商業用推進薬との置き換えにより、既存のAPCP固体推進薬よりも大幅に性能が向上する。

## 構造
高温高圧に耐える必要があるモーターケースは、一般のミサイル・ロケットや重量軽減の要求が大きくない衛星打ち上げロケットのブースターなどの多くは、安価で強度のある高張力鋼が用いられるが、上段キックモーターのような軽量化の要求がある場合、チタン合金などが使用される。さらに軽量なガラス繊維や炭素繊維のフィラメントを円筒状に巻いた繊維強化プラスチック製のものも用いられている。
当初高性能が求められる大陸間弾道ミサイル（ICBM）や潜水艦発射弾道ミサイル (SLBM) などの軍用大型固体ロケットで実用化された繊維強化プラスチック製のモーターケースは、現在ではより小型の軍用ロケットモーターや、アメリカのアテナロケット、日本のH-IIAのブースターSRB-A、M-Vの2段目・3段目、その後継機であるイプシロンロケットなどの衛星打ち上げ用ロケットで幅広く使用されつつある。
モーターケースは熱に強い素材で出来ているとは言え、燃焼ガスの温度に晒されて耐えられるほど強くはない。そのために燃焼ガスの温度からの保護には固体燃料自身が用いられる。推進薬は筒状に成型された内側より燃焼していき、その時発生する熱により燃焼していない燃料の部分を徐々に溶かし蒸発させる。この際の気化熱（アブレーション）によってロケット自身がとてつもない熱から保護される。
モーター下部のノズル、特に開口面積がもっとも絞られているスロート部は直接ガスと触れ合って激しい熱にさらされるため、黒鉛や炭素繊維強化炭素複合材料などの耐熱性の優れた材料やアブレーション冷却が用いられる。

## 推進薬の充填
燃焼圧力に耐えるため、多くのモーターケースは円筒形であり、充填される固体燃料の形状もまた円筒形となることが多い。燃焼途中に燃焼そのものの制御を行うことは難しいが、燃料充填の際に充填する形状を調整し、燃焼する表面積を制御することで燃焼持続時間や推力を調整することができる。例えば、円筒状に充填した推進薬の端面からのみ燃焼させれば比較的小さな一定推力を長時間発生させ、内部に円形の穴を開けてマカロニ状の形状にした推進薬の内部から燃焼させると、燃焼にしたがって燃焼表面積が増加し時間経過に伴って推力を増大させることができ、穴の形状を星型とすれば端面燃焼に比べて面積変化が抑えられ、一定の大きな推力を短時間で発揮させることができる推進薬となる。たとえば、ミサイルなど、一定の推力で長時間燃焼する必要がある場合は端面燃焼が用いられ、衛星打ち上げロケットの第1段やブースターのように短時間に大推力が必要な場合は星形断面の内面燃焼が用いられるのである。
このほかにも円筒形、星型、三角形の溝を掘った円筒形などの形状の燃料外面に点火する外面燃焼、内孔のある多数の円筒形燃料をまとめて点火し全面燃焼とするマルチ・グレイン、または円筒形燃料に多数の内孔を開けて同時に点火し、より大きな燃料表面積と推力を得るマルチ・パーホレーションなどが用いられ、これらを適宜組み合わせて燃料の充填形状を調整することによって要求に見合う推力パターンのロケットモーターを製作できる。
推進薬の製造工程で気泡の混入や、運搬時の衝撃や震動、保管時の急激な温度変化で燃料にひびや「す（気孔）」が入った状態で燃焼が始まると、燃焼面積の増加から燃焼ガスの圧力が急上昇し、ロケット本体が破壊されることがある。

## 推進薬の組成
初期の固体ロケットモーターには黒色火薬が用いられた。埼玉県秩父市にある椋神社で毎年10月に行われる例大祭（龍勢祭り）で現在でも打ち上げられる龍勢ロケットは、木材を竹タガで締め、内部に黒色火薬をつき固めた端面燃焼ロケットである。
その後、ニトロセルロースとニトログリセリンを主体とした黒色火薬より性能のいいダブルベース火薬が登場し、旧軍のロケット兵器ではこれが用いられていた。第二次世界大戦の特攻兵器として知られる桜花のロケットエンジンは推力800キログラムの四式一号噴進器二〇型が三本束ねられ、それぞれ9秒間使用できた。
第二次世界大戦の後には、コンポジット推進薬が開発され、これはブチルゴム、ポリウレタン、ポリブタジエン等の合成ゴム系の材料をアルミニウム (Al) などの金属粉、及び酸化剤と混錬したもので、酸化剤としては過マンガン酸カリウムや過塩素酸アンモニウム (ammonium perchlorate, AP) 等が用いられる。ゴムの基剤はそれ自体が燃料となるほか、酸化剤や金属粉の結合剤、および燃料の機械的性質を決定する。宇宙航空研究開発機構（JAXA）のH-IIAロケットで用いられるSRB（固体燃料ロケットブースター）で使用しているコンポジット推進薬は、酸化剤としてAP、ゴムの基剤としては末端水酸基ポリブタジエン (hydroxyl-terminated polybutadiene, HTPB) が用いられており、AP/HTPB 系コンポジット推進薬と呼ぶ。JAXAのSRBが使用するコンポジット推進薬はHTPBが14%、Alが18%、APが68%と酸化鉄など若干の添加物から成る。
またコンポジット推進薬の基材には熱硬化性樹脂であるHTPBのほか熱可塑性樹脂(LT)を用いた推進薬(LTP)が提案されている。一定時間(48時間程度)で硬化し再度の成形が不可能な熱硬化性樹脂に対し熱可塑性樹脂は加熱すれば軟化するのでより成形しやすくコスト削減につながると期待されている。
現在用いられている過塩素酸塩アンモニウム系のコンポジット推進薬は燃焼時に大量の塩化水素を生じさせるため、発射後に毒性が強いガスが多量に拡散する。ケネディ宇宙センターでのスペースシャトル打ち上げでは風向きにより観客の場所制限を変えている。ケネディ宇宙センターでは調整池に排水されアルカリ投入で中和している。過塩素酸アンモニウムの塩素成分はオゾン層に悪影響を与えるほか、アメリカの防衛産業の工場付近では過塩素酸塩が環境へ多量に放出されていることが確認され近年では過塩素酸塩そのものの人体毒性が憂慮され始めていることなどもあり、代替となる酸化剤が求められているがいまだ研究途上である。
塩化水素ガスの発生防止方法としては、中和剤となるマグネシウムなどの金属を推進薬にまぜ、無害な塩化マグネシウムとして塩素を排出する中和型推進薬、硝酸ナトリウムなどアルカリ硝酸塩を混ぜて無害な塩化ナトリウムとして塩素を排出する掃気型推進薬が考案されたが、十分な効果を挙げられなかった。
最も理想的なのは過塩素酸塩に代わる酸化剤を用いることで、ADN（アンモニウムジニトラミド）が代替として期待されている。

### 黒色火薬（BP）推進薬
炭（燃料）、硝酸カリウム（酸化剤）、硫黄（添加剤）で構成される黒色火薬は、ロケットに用いられた最も古い爆薬の組成の1つである。現在では黒色火薬は安くてかなり容易に製造できるので、エステスのような低出力のモデルロケットで使用される。燃料は粉末の混合物を押し固めて出来ており、燃焼率は正確な組成と運用条件に依存する。燃えやすく低性能（比推力は80秒程度）なので現在では推力40 Ns以上では使用されない。

### 高エネルギーコンポジット（HEC）推進薬
典型的なHEC推進薬は、APCPのような標準的な推進薬の組成に高エネルギー爆薬が添加されることで始まった。添加する成分は通常は両方とも過塩素酸アンモニウムよりも高エネルギーのRDXやHMXの小さい結晶である。比推力の緩やかな増加にもかかわらず実用化は高爆発性添加材の危険性の増加によって制限される。

### 低視認性（無煙）推進薬
最も活発に開発されている固体推進剤として、CL-20(China Lake compound #20), C6H6N6(NO2)6を用いた高エネルギー、低視認性推進薬がある。それはHMXと比較して重量比で14%エネルギーが高く、20%エネルギー密度が高い。新しい推進薬は戦術ロケットのエンジンとして開発試験に成功した。推進薬は非汚染で非酸性で固体粒子や鉛を含まない。同様に無煙で排気は無色透明でショック・ダイヤモンドのみが見える。アルミニウムの燃焼に伴う炎が無く、濃い煙が尾を引かない為、これらの無煙推進薬は発射時に発射地点を突き止められる危険性を低減させることに貢献する。新しいCL-20推進薬は現行の高爆轟性HMX無煙推進薬（ハザードクラス1.1）に対して耐衝撃性（ハザードクラス1.3）に優れる。CL-20は画期的な固体燃料推進薬技術であると考えられるが、高価格なのでまだ広範囲に用いられるまでには至っていない。

### テルミット系推進薬
燃焼反応にテルミット反応を利用する推進薬である。従来のテルミット反応は燃焼速度が遅いのでロケットの推進薬としては適さなかったが、金属粉の粒径を小さくすることで反応性を高めた。従来のダブルベースやコンポジット系推進薬よりも安定性が高く取り扱いが容易である。酸化還元反応による発熱による連鎖反応によってガスを生成する。金属粉の粒径が小さくなったことにより空気中でも容易に酸化するため製造、保管は不活性ガス中あるいは還元性雰囲気中で行う必要がある。アルミニウムやマグネシウムを還元剤として金属酸化物や樹脂等を酸化剤として使用する。酸化剤には分子量の小さい物を用いる方が比推力が高くなる。
また、ALICE (ALuminum powder and water ICE) という、アルミニウム粉末と氷でできた推進剤もアメリカ航空宇宙局（NASA）と空軍研究所とパデュー大学で開発され、2009年8月にインディアナ州のパデュー大学構内で小型ロケットの打ち上げに成功した。
ALICEは他のロケットの推進材よりも環境に安全で製造しやすいと報告されている。酸化剤を加えることでより効率が上がるかもしれない。ALICEは同様に月や惑星への未来の探査用途にも容易に適用できる。

## メーカー
製造可能な企業は世界的にも少ない。アメリカでは合成ゴムの製造会社として始まったモートン・サイオコール社 (Morton-Thiokol Inc.)(現ATKランチ・システムズ・グループ) がほとんどの固体ロケット（ICBM、SLBM、各種ミサイル）やスペースシャトルのSRBを製造しているほか、日本のSRB-Aについて後述のアイ・エイチ・アイ・エアロスペースに対し技術供与を行っている。
日本では戦後に中島飛行機から派生した富士精密工業が、東京大学のペンシルロケットや陸上自衛隊の68式30型ロケットりゅう弾の製造を始めている。同社は、後にプリンス自動車工業と名前を変え、日産自動車に買収された。その部門が、石川島播磨重工業に売却されて、現在のアイ・エイチ・アイ・エアロスペースとなっている。退役した75式130mm自走多連装ロケット弾やMLRS等のロケット兵器やJAXAのSRB-Aの製造は同社が行っており、推進薬自体は日油が製造している。

## 経年劣化
固体燃料は安定しているが、経年劣化が無いわけでは無いので、製造元は保証期間を設けている。現代のミサイルの多くはキャニスターと呼ばれる運搬・保管兼用のランチャーに封密されており、そのまま発射可能となっている。製造元の保証する期間内であれば封を解いて中のミサイルを点検する必要は無い。
しかしながら冷戦の終了は多くの国々で「平和の配当」と呼ばれた軍事予算減少現象をもたらし、兵器の更新は製造者の予想を超えて遅くなった。これに加えて経済の破綻にみまわれた新生ロシアでは配備中の兵器の更新がなされず、多くの兵器が「賞味期限切れ」となって老朽化してしまう事態となった。旧ソ連の戦略ロケット軍の資産を受け継いだロシア陸軍では、古くなった固体燃料の弾道ミサイルを発射試験で実際に打ち上げて性能を確認している。そして初期の性能が確認されれば保証期限を延長することで対処している。RT-2PM Topol (SS-25) では、当初15年とされた保証期間が18年まで延長されている。

## 事故
一度点火したら止める事ができないため、これまでにチャレンジャー号爆発事故やブラジルロケット爆発事故のように固体推進剤に起因する事故が複数回起きている。日本でも1962年5月24日にK8-10号機爆発事故が起きているほか、2015年11月13日にはVS-40M V03がブラジルのアルカンタラ射場から発射直後に爆発した。

## 一般人向け
趣味として一般人が打ち上げられるロケットにモデルロケットがある。これは燃料に黒色火薬やコンポジット推進薬を用いたもので、大きさこそ、いわゆる「本物」に比べればはるかに小さいが、構造的には間違いなく本物と同様であり、到達高度は数100mから数10kmに及ぶものもある。一般人でも本格的なロケットを打ち上げることができ、ホビー目的から民間のロケット開発団体までさまざまな利用がなされている。打ち上げた後はパラシュートやグライダー方式での回収がおこなわれる。

## 主なロケット
| 名称          | 全長   | 直径    | 重量    | ペイロード | ペイロード比 | 誘導制御段 |
| ------------- | ------ | ------- | ------- | ---------- | ------------ | ---------- |
| L-4S          | 16.5 m | 0.735 m | 9.4 t   | 26 kg      | 0.27 %       | 無         |
| M-4S          | 23.6 m | 1.41 m  | 43.6 t  | 180 kg     | 0.41 %       | 無         |
| M-3C          | 20.2 m | 1.41 m  | 41.6 t  | 195 kg     | 0.47 %       | 2          |
| M-3H          | 23.8 m | 1.41 m  | 48.7 t  | 300 kg     | 0.62 %       | 2          |
| M-3S          | 23.8 m | 1.41 m  | 48.7 t  | 300 kg     | 0.62 %       | 1, 2       |
| M-3SII        | 27.8 m | 1.41 m  | 61 t    | 770 kg     | 1.26 %       | 1, 2       |
| M-V （1号機） | 30.7 m | 2.5 m   | 139 t   | 1,800 kg   | 1.29 %       | 1, 2, 3    |
| M-V （5号機） | 30.8 m | 2.5 m   | 140.4 t | 1,850 kg   | 1.32 %       | 1, 2, 3    |
| Qロケット     | 25.5 m | 1.41 m  | 34.1 t  | 85 kg      | 0.25 %       | 1, 2, 3, 4 |
| J-Iロケット   | 33.1 m | 1.8 m   | 88.5 t  | 880 kg     | 0.99 %       | 1, 2       |
| イプシロン    | 25.2 m | 2.5 m   | 90.8 t  | 1,200 kg   | 1.33 %       | 1, 2, 4    |
| スカウト      | 23 m   | 1.01 m  | 21.5 t  | 210 kg     | 0.97 %       | 1, 2, 3, 4 |

## 推進剤の分子構造
| 燃料                                          | 燃料                 | 燃料     |
|                                               | 分子式               | 分子構造 |
| --------------------------------------------- | -------------------- | -------- |
| ポリブタジエン （polybutadiene）              | (‐[C4H6]‐)n          |          |
| ポリウレタン （polyurethane）                 | -                    |          |
| ポリエステル （polyester）                    | -                    |          |
| ポリアクリルニトリル （polyacrylonitrile）    | (‐[C3NH3]‐)n         |          |
| 酸化剤                                        |                      |          |
|                                               | 分子式               | 分子構造 |
| 過塩素酸アンモニウム （ammonium perchlorate） | NH4ClO4              | -        |
| 硝酸アンモニウム （ammonium nitrate）         | NH4NO3               |          |
| ニトログリセリン （nitroglycerin）            | C3H5(ONO2)3          |          |
| ニトロセルロース （nitrocellulose）           | C6.0H7.55O2(NO2)2.45 |          |